# Ribes ussuriense
Ribes ussuriense är en ripsväxtart som beskrevs av Eduard von Glinka Janczewski. Ribes ussuriense ingår i släktet ripsar, och familjen ripsväxter. Inga underarter finns listade i Catalogue of Life.

## Bildgalleri

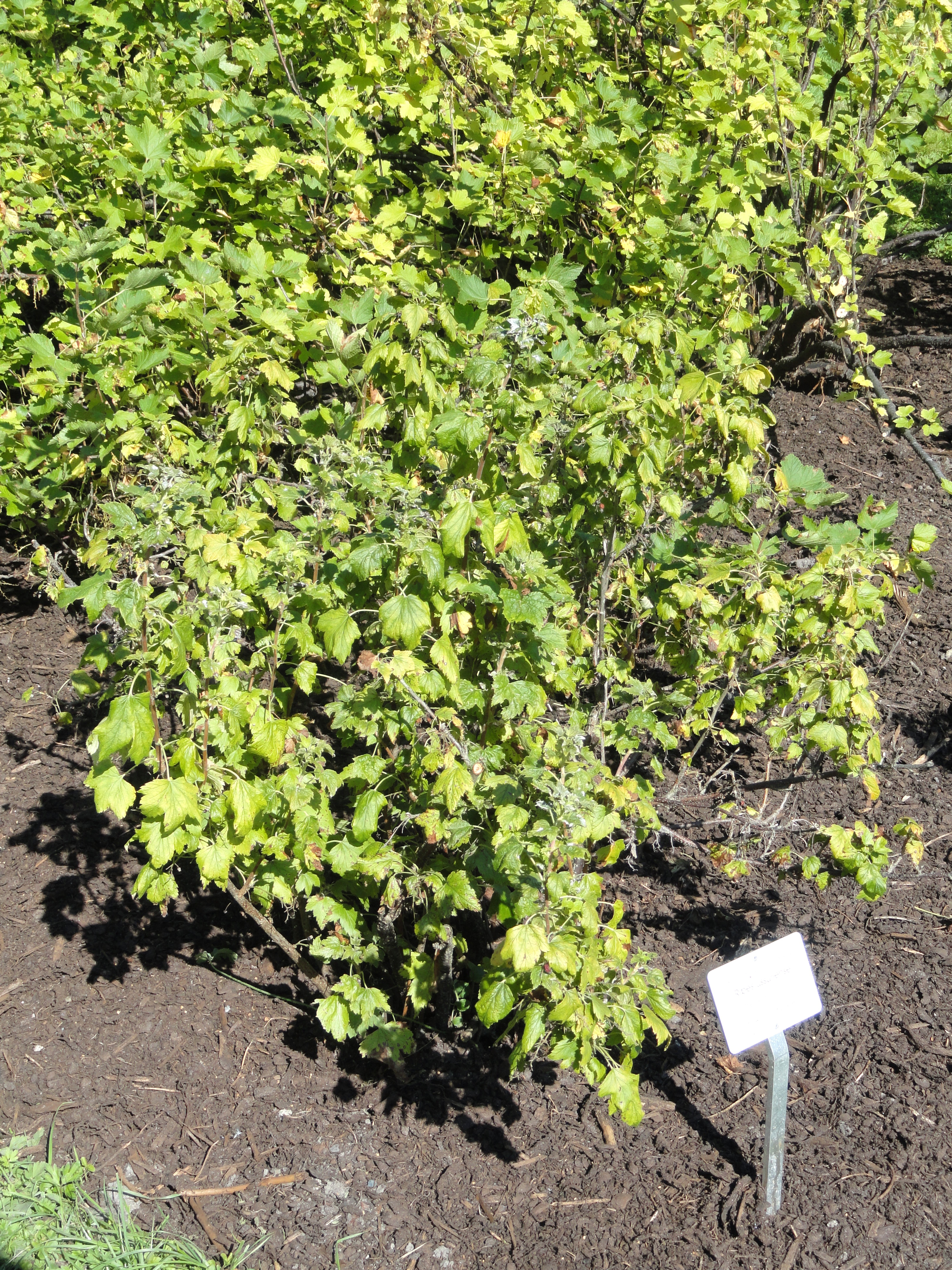